# 格洛里亚讷
格洛里亚讷（法語：Glorianes，法語發音：[ɡlɔʁjan] ⓘ）是法国东比利牛斯省的一个市镇，属于普拉德区。

## 地理
格洛里亚讷（42°35'26"N, 2°33'16"E）面积18.72 平方千米，位于法国奧克西塔尼大區东比利牛斯省，该省份为法国大陆部分最南部的省份，涵盖了北加泰罗尼亚，北起奥德省，西接阿列日省和安道尔，南与西班牙接壤，东临地中海。
与格洛里亚讷接壤的市镇（或旧市镇、城区）包括：罗代斯、布勒达蒙、拉巴斯蒂德、巴耶斯塔维、菲内斯特雷特、若克、里加尔达。

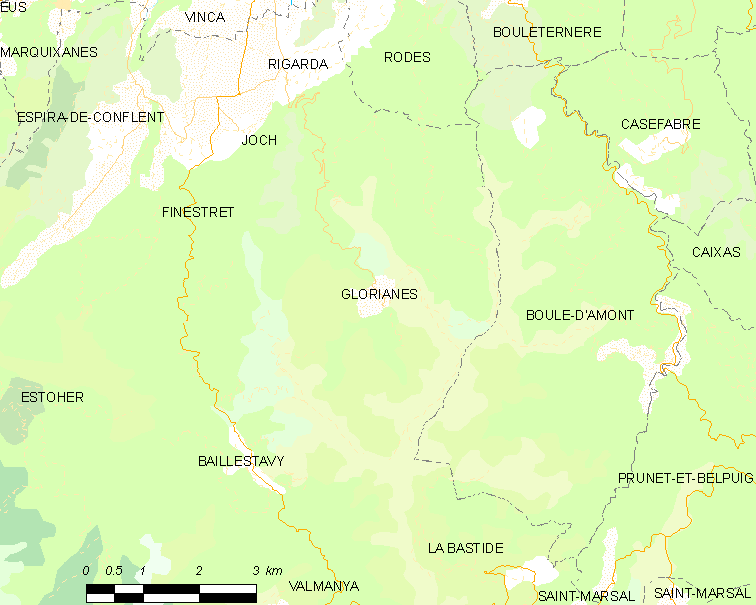
格洛里亚讷的OSM定位图

格洛里亚讷的时区为UTC+01:00、UTC+02:00（夏令时）。

## 行政
格洛里亚讷的邮政编码为66320，INSEE市镇编码为66086。

## 政治
格洛里亚讷所属的省级选区为勒卡尼古县。

## 人口

1962-2008年间格洛里亚讷人口变化图示

格洛里亚讷于2022年1月1日时的人口数量为16人。